# Витигес
Витигес (Витигис; ок. 500—542) — король остготов в 536—540 годах.

## Биография

### Ранние годы
Витигес был незнатным человеком, но храбрым воином. Ещё в последние годы Теодориха Великого при осаде точно не выясненного города Витигес так отличился, что стал комитом-спатарием (начальником охраны), меченосцем Аталариха. Как самостоятельный полководец, он успешно отразил нападение гепидов на Сирмий в 530 году. Теодохад сделал способного военачальника своим оруженосцем и передал ему верховное командование над всем мобильным готским войском, собравшемся на юге Лация.
Во время Византийско-готских войн, когда готский вождь южной армии Эбримут перешёл на сторону врагов и когда Неаполь, предоставленный собственной участи, не получил никакой помощи от короля, стали ходить слухи об измене. В этой обстановке Витигес был провозглашён воинами королём (конец ноября 536 года) и, убив Теодахада (начало декабря 536 года), занял престол. Витигес представлял собой героический тип национального готского короля, который сознавал всю опасность тогдашнего положения, и, тем не менее, старался сделать всё, что внушали ему долг и сознание своих обязанностей к соотечественникам.

### Правление

#### Сдача Рима
Оставив в Риме гарнизон в 4000 человек, сам Витигес отступил к Равенне в намерении подготовить военные операции на будущий год и укрепить собственное положение среди италийцев и готов. Нужно признать весьма важным в политическом смысле шагом его брак с дочерью королевы Амаласунты, то есть с внучкой Теодориха Матасунтой, ибо этим браком он сближал себя с королевским родом Амалов и получал законное право на королевскую власть. Но первым и крупным несчастьем для Витигеса было то, что он не удержал в своей власти Рим, иначе говоря, обманулся в расположении римского населения. Епископ Рима Сильверий послал навстречу приближавшемуся Велисарию послов, обещая сдать город. Готский гарнизон был не в состоянии защитить Рим против внутреннего и внешнего врага, так что с 9 на 10 декабря 536 года в одни ворота входили в Рим войска Велисария, а в другие — выходил готский гарнизон.

#### Осада Рима

##### Приготовления к войне
По ближайшим распоряжениям Велисария в зиму 536/537 года можно было заключать, что он рассматривает Рим и Италию, как составную часть Империи. Считая себя обеспеченным со стороны юга, Велисарий начал приготовлять в Риме центральный пункт для будущих военных предприятий в Италии, и, с этой целью, озаботился укреплением городских стен и подвозом съестных припасов из Сицилии и из окрестностей. Но и Витигес, со своей стороны, занят был деятельными приготовлениями к походу. Прежде всего, он принял меры к тому, чтобы поставить на военное положение готский народ и снабдить способных носить оружие военным снаряжением и конями. Перед Витигесом была сложная задача: с одной стороны, предстояло выставить наблюдательный отряд на севере, чтобы не допускать враждебного вторжения имперского отряда из Далмации; с другой стороны, необходимо было озаботиться мерами, чтобы франки не воспользовались затруднительным положением готского королевства и не ворвались в Италию с северо-запада. Это тем более необходимо было иметь в виду, что император Юстиниан I уже вступил в сношения с франками и желал привлечь их к союзу против готов. Витигес мог считать себя весьма счастливым, что ему удалось достигнуть соглашения с франками, которые отступили из Прованса и дали слово не предпринимать враждебных действий в отношении остготов. К началу весны Витигес мог располагать громадным ополчением в 150 000 воинов, в котором значительная часть составляла кавалерия. Велисарий в письме императору сетует о 30-кратном превосходстве сил противника.

##### Первые столкновения
Велисарию с весьма небольшими силами нельзя было выступить против неприятеля в открытом поле: его надежда заключалась в городских укреплениях, и в той мысли, что Витигес едва ли в состоянии предпринять правильную осаду хорошо защищенного города. Кроме того, Велисарий, оценивая то громадное впечатление, что произвел в Италии захват Рима, понимал, что он ни под каким видом не может очистить занятого им города, и поэтому распространял мысль, что он не выйдет из Рима живым и будет его защищать до последней крайности. В ожидании вспомогательных отрядов, которые должны были прийти из Константинополя, он требовал от городских жителей участия в защите городских стен, и сам был везде на первом месте. Желая несколько задержать Витигеса, прежде чем он окружит Рим своим громадным войском, Велисарий выставил против него небольшой кавалерийский отряд на pons Salarius, где и произошла первая военная стычка, в которой греки и готы показывали изумительную отвагу; Велисарий не раз подвергался крайней опасности. Готы ударили с тыла и с флангов на византийский отряд, неосторожно погнавшийся за неприятелем, и прижали его к стенам города у Салариевых ворот. Уже разнёсся слух, что Велисарий убит, и римляне не хотели открыть ворота, имея опасение, чтобы вместе со своими не ворвались в город и неприятели. С большим трудом удалось Велисарию восстановить порядок в своем отряде и найти защиту за стенами города, куда, наконец, при наступлении ночи впущены были греческие воины.

##### Битва за Рим

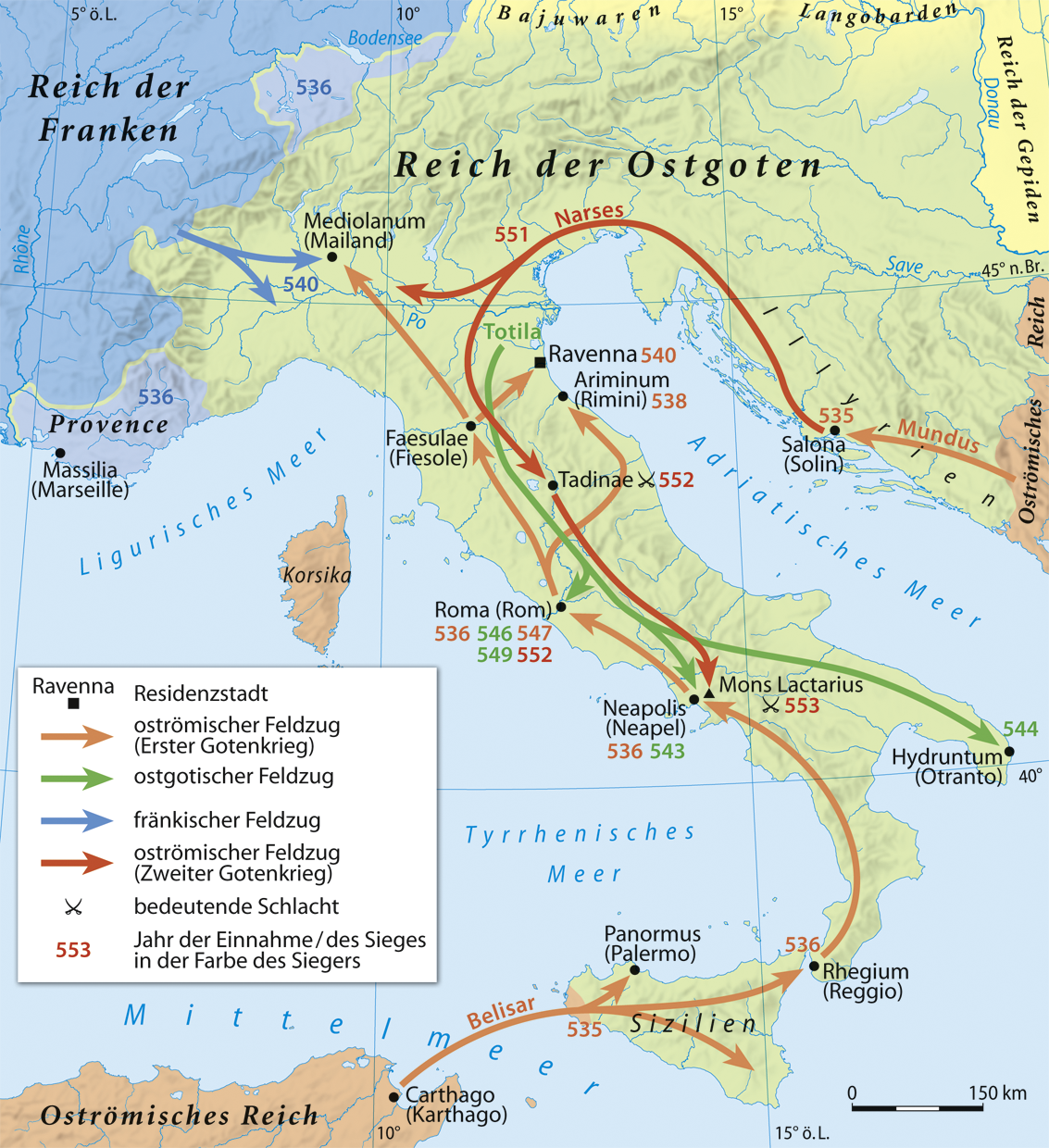
Византийско-готские войны в 535—554 годах

С конца февраля город был окружен готами, которые раскинули шесть военных лагерей и считали судьбу Рима совершенно предрешённой, так как им были известны слабые средства, какими располагал Велисарий. Витигес предложил Велисарию вступить в переговоры и обещал дать свободу гарнизону, если ему будет сдан город, но Велисарий отклонил предлагаемые условия. Пользуясь оплошностью врага, Велисарий в начале апреля ввёл в Рим вспомогательный отряд из 1600 воинов гуннского, склавенского и антского происхождения, после чего он начал делать неожиданные вылазки там, где неприятель был наименее подготовлен, и наносил ему значительный урон. По словам Прокопия Кесарийского, всего было 69 сражений между осаждающими и осажденными. В начале лета прислано было из Константинополя жалованье войску, но вспомогательных отрядов, которых так ждали и Велисарий, и население Рима, все-таки не было. А между тем в городе чувствовался недостаток в припасах и в воде. Чтобы поддержать дух населения, Велисарий распустил слух, что войска высадились в Кампании и что помощь приближается.
Не лучше, однако, было и положение осаждающих. Сосредоточение громадного войска под Римом вызывало необходимость вполне обдуманной и правильно выполняемой системы подвоза припасов. Но Кампания была опустошена, а из Тосканы уже взяты были запасы. Велисарий вывел часть гарнизона из Рима и занял Террачину и Тибур; этим он уменьшил количество населения в Риме, нуждавшееся в прокормлении, и, кроме того, получил возможность ограничивать неприятелям свободу движения и стеснять их в подвозе съестных припасов. Между тем секретарь Велисария, историк Прокопий, организовал вместе с супругой Велисария Антониной закупку хлеба в Кампании, собрал до 500 человек из местных гарнизонов, чтобы доставить в Рим заготовленные запасы. В то же время, к величайшему удовольствию Велисария, в Неаполь был доставлен значительный военный отряд в 4800 человек, который нашёл возможность добраться до Остии и соединиться с римским ослабевшим гарнизоном. Тогда Витигес понял, что продолжать осаду было бы безрассудством. В самом деле, во время осады погибло более 30 тысяч готского войска и столько же выбыло из строя по случаю ран и болезней. Витигес послал к Велисарию уполномоченных договариваться о мире. Он обещал уступку Сицилии, и даже Кампании, и уплату дани. Велисарий не хотел даже слушать о ежегодной дани, требовал только одного — безусловного очищения Италии. Сошлись, наконец, на том, чтобы заключить перемирие, пока можно будет войти в переговоры с самим императором.

##### Снятие осады Рима
В течение трёх месяцев, пока шли сношения с Константинополем, Велисарий успел во многих отношениях изменить положение осаждённого города. Прежде всего он нашёл возможным снабдить Рим съестными припасами, затем морем доставлены были в Остию вспомогательные отряды из Африки — словом, он воспользовался перемирием для исправления тех бедствий, какие нанесены были осадой. Между тем осаждавшее войско оставалось в самых невыгодных условиях в смысле доставки продовольствия, так как Велисарий командовал морем и постепенно отрезал готов от сношений с Южной и Северной Италией. Витигес заявлял неудовольствие на предприятия Велисария, но последний не обращал на это внимания и искал лишь случая заставить готов нарушить весьма для них невыгодное перемирие.
В первые зимние месяцы 538 года римское конное войско переправилось через Апеннины, опустошило готский Пицен, обратило в рабство жён и детей стоявших под Римом готов и наконец выдвинулось к Римини, где встало лагерем в опасной близости от Равенны. Наступление византийского войска на Римини стоило жизни дяде короля. Дальнейшее продвижение императорскому войску преградила горная крепость Ауксим (совр.Озимо) к югу от Анконы. Этот «ключ от Равенны» защищал сильный готский гарнизон из 4000 воинов.
Это ставило короля Витигеса в весьма опасное положение; через некоторое время до него дошли слухи, что королева Матасунта, находившаяся тогда в Равенне, вступила в сношения с предводителем греческого отряда. Тогда Витигес после стоянки под Римом один год и девять месяцев вынужден был в марте 538 года снять осаду и идти на север, чтобы попытаться отстоять по крайней мере Северную Италию, где господство готов оставалось ещё довольно прочным.

#### Продолжение войны в Северной Италии
Освободившись от осады, Велисарий получил возможность продолжать составленный им план освобождения Италии от готского господства. Как раз к тому времени получено было известие из Медиолана (совр. Милан), что достаточно будет отправить небольшой отряд, чтобы присоединить Лигурию к имперским владениям. Это открывало для Велисария перспективу двинуться с севера и юга на центральные области, занятые готами, и отнять у них Равенну. План казался тем более легко осуществим, что Империя владела морскими сношениями и что на помощь прибыли с вспомогательным отрядом в 7000 воинов евнух Нарсес и главнокомандующий Иллириком Юстин. Правда, прибытие Нарсеса, который по занимаемому им положению был не ниже Велисария, изменяло роль этого последнего и было поводом к недоразумениям между вождями. Между прочим, разногласия между Велисарием и Нарсесом касались самого плана военных действий. В то время как, по мнению Велисария, следовало предпринять движение с севера и для этого необходимо было очистить Лигурию, Нарсес и часть вождей стояли за немедленную осаду Равенны.
Византийский флот в 538 года высадил в Генуе войско, которое по просьбе населения взяло Медиолан (совр. Милан) и угрожало Тицину (совр. Павия), второму по значению укреплённому городу готов после Равенны. Тут в помощь готам прибыли бургунды, присланные франкским королём Теодебертом I. Небольшой византийский гарнизон, осажденный в Милане, не мог долго держаться и сдался на условии свободного выхода из города (март 539 года). Но зато город испытал страшное разорение. Раздраженные готы перебили в нём мужское население, женщин отдали бургундским союзникам и разрушили городские укрепления. Изгнанием имперских войск из Лигурии готы были обязаны Урайе, племяннику Витигиса. Конфликты между Велисарием и Нарсесом на время полностью парализовали императорское войско. Утрату Милана не в последнюю очередь следует отнести на счёт нечётких отношений субординации. Это обстоятельство заставило Юстиниана осознать свою ошибку в назначении Нарсеса и возвратить главное командование Велисарию. Евнух был отозван в Константинополь, но 2000 герулов, подчинявшиеся только ему, покинули византийскую армию и отправились домой в Паннонию.

#### Осада Равенны и вторжение франков
В течение 539 года, когда Велисарию были развязаны руки вследствие отозвания Нарсеса, он занят был приготовлениями к осаде Равенны, для чего предпринял поход по адриатическому побережью с целью очистить от готов расположенные здесь города. Византийская армия в Лигурии, получившая новые подкрепления, уже летом 539 года полностью связала силы Урайи и пресекала любые попытки племянника короля выйти из долины реки По и снять осаду с готского Фьезоле. Сам же Велисарий с 11 000 воинов семь месяцев осаждал укрепленный город Ауксим (совр.Осимо), составлявший ключ к Равенне. Между тем король франков Теодеберт не ограничился посылкой бургундского отряда, а предпринял лично поход в Италию со стотысячным войском. Никто не знал намерений франкского короля — идёт ли он в качестве завоевателя или союзника. Франки прежде всего напали, по переправе через По, на готский лагерь и заставили готов в страхе бежать к Равенне. А захваченных готских женщин и детей «христиане» франки принесли в жертву богу этой реки. Затем подобно всеразрушающему смерчу они обрушились на императорские войска. Византийские мелкие отряды не могли оказать сопротивления этим полудиким полчищам, отличавшимся необычным вооружением и отчаянной храбростью. Но франкское войско не имело дисциплины и не в состоянии было исполнить до конца предпринятого королём дела. Насытившись военной добычей и сделавшись жертвой повальной болезни, которая истребила громадное число войска, франки скоро возвратились на родину, не изменив хода военных действий и не оказав влияния на судьбу готского народа.
После того как франкская буря пронеслась, византийцы и готы вновь поднялись друг против друга. В это время пали как Фьезоле, так и Ауксим; после взятия этого города Велисарий зачислил готский гарнизон в имперское войско. В конце 539 года Велисарий смог соединить свои силы под Равенной, где находился в полном и непонятном бездействии король Витигес. Постепенно окружаемый имперскими войсками и потеряв надежду на прибытие новых готских отрядов на выручку Равенны, король Витигес рассчитывал ещё на иноземное вмешательство. Так, он завязал сношения с лангобардами, занимавшими нынешнюю Венгрию, и просил у них союза против Империи, но на этот раз безуспешно. Настоящие планы франкского короля пока ещё не были известны Витигесу, и он мог ожидать от него вмешательства в дела Италии в качестве друга и союзника готского народа. Но послы франкского короля, прибывшие в Равенну, предлагали союз под условием уступки им половины Италии. Это была слишком дорогая цена, притом, за эту цену можно было получить мир непосредственно от самого императора. Была и ещё у готского короля одна, правда, довольно туманная, но широкая и обольстительная перспектива. Готы имели понятие о взаимных отношениях двух империй на Востоке: Византийской и Персидской — и хорошо понимали, что Византия могла развивать военную деятельность на северной и западной границах при условии мира и спокойствия на персидской границе.

#### Переговоры о мире
Таким образом, начавшиеся между Витигесом и царём Хосровом I переговоры сильно беспокоили Юстиниана, который не мог не отдавать себе отчета в крайних затруднениях, угрожавших Империи в том случае, если бы Хосров нарушил мир, в соглашении с готами. Поэтому император Юстиниан снизошёл к тому, чтобы милостиво выслушать готских послов, уже два года томившихся ожиданиями в Константинополе, и обещал начать в Италии мирные переговоры. Вместе с тем, уполномоченные императора сенаторы Домник и Максимин прибыли к Равенне с поручением заключить мир. Витигесу предлагалось со стороны императора: первое, выдать половину королевских сокровищ в вознаграждение за военные издержки; второе, уступить империи всю страну на юг от реки По. Таким образом, Витигес из самостоятельного государя обширной и богатой страны обращался в скромного владетеля небольшой области между франкской державой и Империей и утрачивал, вместе с тем, право иметь собственную внешнюю политику. Хотя эти условия были отяготительны, но Витигес должен был принять во внимание отчаянные условия, в каких он находился, и взвесить то обстоятельство, что по заключении мира он может дать готам покой и свободу в Северной Италии и обдумать дальнейшие решения, — ввиду этих соображений он должен был принять эти условия.

#### Вмешательство Велисария в мирные переговоры
Но дальнейший ход событий зависел от неожиданно сложившихся совершенно непредвиденных условий. Оказалось прежде всего необходимым, чтобы главнокомандующий подтвердил своей подписью мирные условия; между тем Велисарий, питая уверенность, что Италию можно обратить в византийскую провинцию и принудить готов к безусловной покорности, не захотел дать своего на это согласия. В свою очередь, из этого обстоятельства, когда оно огласилось между готами, возникли новые осложнения. Между готскими вождями, бывшими в Равенне, уже было недовольство против короля Витигеса, который не оправдал надежд народа, и вёл столь неудачно войну с византийцами. Принятая на себя Велисарием роль, в которой он обнаружил несогласие с волей и желаниями императора, казалась готским вождям и народу достаточной порукой за то, что он сумеет гораздо лучше, чем их король, повести их к победам и славе. Словом, между готами созрела мысль предложить Велисарию корону и избрать его в свои короли; эта мысль не встретила возражений и со стороны Витигеса, который готов был сложить с себя власть.
По всей вероятности, Велисарий обещал своё согласие на предложение готов, которые предлагали ему титул «короля западного». На таких условиях была сдана Равенна в мае 540 года. Но Велисарий не воспользовался сделанными ему предложениями, а начал приводить в исполнение статьи договора между Империей и готами. При этом на первых же порах оказались недоразумения, которые ставили под сомнение приведение в исполнение мирных условий. Велисарий был вызван в Константинополь, и готы считали себя обманутыми в возлагаемых на него надеждах. Велисарий же, с королём Витигесом, королевой Матасунтой, и с пленными знатными готами, имея с собой королевские сокровища, сел на суда и отправился в Византию, чтобы поднести императору вновь приобретенную страну, пленного короля и громадные богатства. В Константинополе Витигис обратился в ортодоксально-никейское вероисповедание, получил богатые имения в Малой Азии, сан сенатора и титул патриция. Умер Витигис в 542 году.

## В массовой культуре
- Битва за Рим — 2-серийный фильм